# Cinzia Cavazzuti
Cinzia Cavazzuti (* 12. September 1973 in Modena) ist eine ehemalige italienische Judoka. Sie war 2002 Europameisterin und gewann außerdem drei Bronzemedaillen bei Europameisterschaften.

## Sportliche Karriere
Die 1,68 m große Judoka vom Judo Club Frascati kämpfte international meist im Leichtgewicht, der Gewichtsklasse bis 57 Kilogramm. 2005 war sie in dieser Gewichtsklasse italienische Meisterin, 1996, 1998 und 2002 war sie Meisterin im Halbmittelgewicht.
Bei den Europameisterschaften 1999 in Bratislava unterlag sie im Viertelfinale der Tschechin Michaela Vernerová. Mit zwei Siegen in der Hoffnungsrunde erreichte sie den Kampf um Bronze, den sie gegen Lena Göldi aus der Schweiz gewann. 2000 belegte sie den siebten Platz bei den Europameisterschaften. Bei den Olympischen Spielen 2000 in Sydney unterlag sie im Viertelfinale der Chinesin Shen Jun. Nach zwei Siegen in der Hoffnungsrunde unterlag sie im Kampf um Bronze der Australierin Maria Pekli. 2001 erreichte Cavazzuti bei den Europameisterschaften in Paris das Halbfinale, unterlag dort aber der Spanierin Isabel Fernández, im Kampf um Bronze bezwang sie Michaela Vernerová. Bei den Weltmeisterschaften 2001 in München unterlag Cavazzuti im Achtelfinale der Niederländerin Deborah Gravenstijn, erreichte aber mit drei Siegen in der Hoffnungsrunde den Kampf um Bronze. Hier verlor sie gegen Isabel Fernández und belegte damit den fünften Platz. Anderthalb Monate nach den Weltmeisterschaften gewann sie im Finale bei den Mittelmeerspielen in Tunis gegen die Tunesierin Karima Dhaouadi. 2002 bei den Europameisterschaften in Maribor bezwang Cavazzuti im Halbfinale die Russin Tatjana Schuschakowa. Den Europameistertitel gewann sie durch einen Finalsieg gegen die Deutsche Yvonne Bönisch. Nach einem siebten Platz bei den Europameisterschaften 2003 erreichte Cavazzuti bei den Europameisterschaften 2004 in Bukarest das Halbfinale und verlor gegen die Britin Sophie Cox, den Kampf um Bronze gewann sie gegen die Griechin Ioulieta Boukouvala. Bei den Olympischen Spielen 2004 in Athen unterlag sie in ihrem ersten Kampf Deborah Gravenstijn, in der Hoffnungsrunde schied sie gegen Isabel Fernández aus und belegte den siebten Platz.